# Profesionalen Futbolen Klub Ludogorec 1945 2011-2012
Questa voce raccoglie le informazioni riguardanti il Profesionalen Futbolen Klub Ludogorec 1945 nelle competizioni ufficiali della stagione 2011-2012.

## Rosa
| N. |                       | Ruolo | Calciatore         |
| -- | --------------------- | ----- | ------------------ |
| 1  | Serbia (bandiera)     | P     | Uroš Golubović     |
| 3  | Slovacchia (bandiera) | D     | Marián Jarabica    |
| 4  | Finlandia (bandiera)  | D     | Tero Mäntylä       |
| 5  | Francia (bandiera)    | D     | Alexandre Barthe   |
| 7  | Bulgaria (bandiera)   | C     | Mihail Aleksandrov |
| 8  | Bulgaria (bandiera)   | C     | Stanislav Genčev   |
| 9  | Bulgaria (bandiera)   | A     | Miroslav Antonov   |
| 10 | Bulgaria (bandiera)   | A     | Todor Kolev        |
| 11 | Brasile (bandiera)    | A     | Juninho Quixadá    |
| 13 | Rep. Ceca (bandiera)  | P     | Radek Petr         |
| 18 | Bulgaria (bandiera)   | C     | Svetoslav Djakov   |

| N. |                       | Ruolo | Calciatore               |
| -- | --------------------- | ----- | ------------------------ |
| 19 | Bulgaria (bandiera)   | C     | Dimo Bakalov             |
| 20 | Brasile (bandiera)    | D     | Guilherme Choco          |
| 21 | Bulgaria (bandiera)   | C     | Dimo Atanasov            |
| 22 | Bulgaria (bandiera)   | C     | Miroslav Ivanov          |
| 23 | Bulgaria (bandiera)   | C     | Emil Gărgorov (capitano) |
| 25 | Bulgaria (bandiera)   | D     | Jordan Minev             |
| 27 | Belgio (bandiera)     | C     | Christian Kabasele       |
| 33 | Slovacchia (bandiera) | D     | Ľubomír Guldan           |
| 36 | Montenegro (bandiera) | C     | Mladen Kašćelan          |
| 73 | Bulgaria (bandiera)   | A     | Ivan Stojanov            |
| 84 | Brasile (bandiera)    | C     | Marcelinho               |